# Giải vô địch bóng đá châu Âu 2020 (Bảng F)
Bảng F của giải vô địch bóng đá châu Âu 2020 diễn ra từ ngày 15 đến ngày 23 tháng 6 năm 2021 ở Puskás Aréna của Budapest và Allianz Arena của Munich. Bảng này bao gồm đội chủ nhà Hungary, đương kim vô địch Bồ Đào Nha, vô địch thế giới Pháp và chủ nhà Đức. Trận đấu giữa các đội chủ nhà được tổ chức tại sân Allianz Arena ở Đức.
Mặc dù giải đấu cho phép ba đội tuyển giành quyền vào vòng đấu loại trực tiếp, bảng này vẫn được gọi là "bảng tử thần" vì có chứa Bồ Đào Nha (vô địch Giải vô địch bóng đá châu Âu 2016 và Giải vô địch bóng đá các quốc gia châu Âu 2018-19), Pháp (vô địch Giải vô địch bóng đá thế giới 2018 và á quân Giải vô địch bóng đá châu Âu 2016) và Đức (vô địch Giải vô địch bóng đá thế giới 2014 và Cúp Liên đoàn các châu lục 2017).

## Các đội tuyển
| Vị trí bốc thăm | Đội tuyển         | Nhóm | Tư cách của vòng loại  | Ngày của vòng loại   | Tham dự chung kết | Tham dự cuối cùng | Thành tích tốt nhất lần trước | Bảng xếp hạng vòng loại Tháng 11 năm 2019 | Bảng xếp hạng FIFA Tháng 5 năm 2021 |
| --------------- | ----------------- | ---- | ---------------------- | -------------------- | ----------------- | ----------------- | ----------------------------- | ----------------------------------------- | ----------------------------------- |
| F1              | Hungary (chủ nhà) | 4    | Thắng play-off nhánh A | 12 tháng 11 năm 2020 | 4 lần             | 2016              | Hạng ba (1964)                | 31                                        | 37                                  |
| F2              | Bồ Đào Nha        | 3    | Nhì bảng B             | 17 tháng 11 năm 2019 | 8 lần             | 2016              | Vô địch (2016)                | 13                                        | 5                                   |
| F3              | Pháp              | 2    | Nhất bảng H            | 14 tháng 11 năm 2019 | 10 lần            | 2016              | Vô địch (1984, 2000)          | 7                                         | 2                                   |
| F4              | Đức (chủ nhà)     | 1    | Nhất bảng C            | 16 tháng 11 năm 2019 | 13 lần            | 2016              | Vô địch (1972, 1980, 1996)    | 4                                         | 12                                  |

Ghi chú
1. ↑  Bảng xếp hạng tổng thể của vòng loại châu Âu từ tháng 11 năm 2019 đã được sử dụng để phân loại hạt giống cho lễ bốc thăm của vòng chung kết.
2. ↑  Từ năm 1972 đến năm 1988, Đức đã thi đấu với tư cách là Tây Đức.

## Bảng xếp hạng
| VT | Đội         | ST | T | H | B | BT | BB | HS | Đ | Giành quyền tham dự                 |
| -- | ----------- | -- | - | - | - | -- | -- | -- | - | ----------------------------------- |
| 1  | Pháp        | 3  | 1 | 2 | 0 | 4  | 3  | +1 | 5 | Đi tiếp vào vòng đấu loại trực tiếp |
| 2  | Đức (H)     | 3  | 1 | 1 | 1 | 6  | 5  | +1 | 4 | Đi tiếp vào vòng đấu loại trực tiếp |
| 3  | Bồ Đào Nha  | 3  | 1 | 1 | 1 | 7  | 6  | +1 | 4 | Đi tiếp vào vòng đấu loại trực tiếp |
| 4  | Hungary (H) | 3  | 0 | 2 | 1 | 3  | 6  | −3 | 2 |                                     |

1. 1 2  Kết quả đối đầu: Bồ Đào Nha 2–4 Đức.

Trong vòng 16 đội,
- Đội nhất bảng F, Pháp, sẽ giành quyền thi đấu với đội xếp thứ ba của bảng A, Thụy Sĩ.
- Đội nhì bảng F, Đức, sẽ giành quyền thi đấu với đội nhất bảng D, Anh.
- Đội xếp thứ ba của bảng F, Bồ Đào Nha, sẽ giành quyền thi đấu với đội nhất bảng B, Bỉ với tư cách là một trong bốn đội xếp thứ ba tốt nhất.

## Các trận đấu

### Hungary v Bồ Đào Nha
| Hungary | 0–3      | Bồ Đào Nha                                   |
| ------- | -------- | -------------------------------------------- |
|         | Chi tiết | - Guerreiro 84' - Ronaldo 87' (ph.đ.), 90+2' |

| Hungary | Bồ Đào Nha |

| GK               | 1  | Péter Gulácsi       |     |     |
| CB               | 21 | Endre Botka         |     |     |
| CB               | 6  | Willi Orbán         | 86' |     |
| CB               | 4  | Attila Szalai       |     |     |
| DM               | 8  | Ádám Nagy           |     | 88' |
| RM               | 14 | Gergő Lovrencsics   |     |     |
| CM               | 15 | László Kleinheisler |     | 78' |
| CM               | 13 | András Schäfer      |     | 65' |
| LM               | 5  | Attila Fiola        |     | 88' |
| CF               | 9  | Ádám Szalai (c)     |     |     |
| CF               | 20 | Roland Sallai       |     | 77' |
| Cầu thủ dự bị:   |    |                     |     |     |
| DF               | 7  | Loïc Négo           | 80' | 65' |
| FW               | 24 | Szabolcs Schön      |     | 77' |
| MF               | 18 | Dávid Sigér         |     | 78' |
| MF               | 19 | Kevin Varga         |     | 88' |
| MF               | 17 | Roland Varga        |     | 88' |
| Huấn luyện viên: |    |                     |     |     |
| Marco Rossi      |    |                     |     |     |

| GK               | 1  | Rui Patrício          |     |     |
| RB               | 2  | Nélson Semedo         |     |     |
| CB               | 4  | Rúben Dias            | 38' |     |
| CB               | 3  | Pepe                  |     |     |
| LB               | 5  | Raphaël Guerreiro     |     |     |
| CM               | 13 | Danilo Pereira        |     |     |
| CM               | 14 | William Carvalho      |     | 81' |
| CM               | 11 | Bruno Fernandes       |     | 89' |
| RF               | 7  | Cristiano Ronaldo (c) |     |     |
| CF               | 21 | Diogo Jota            |     | 81' |
| LF               | 10 | Bernardo Silva        |     | 71' |
| Cầu thủ dự bị:   |    |                       |     |     |
| FW               | 15 | Rafa Silva            |     | 71' |
| MF               | 16 | Renato Sanches        |     | 81' |
| FW               | 9  | André Silva           |     | 81' |
| MF               | 8  | João Moutinho         |     | 89' |
| Huấn luyện viên: |    |                       |     |     |
| Fernando Santos  |    |                       |     |     |

| Cầu thủ xuất sắc nhất trận: Cristiano Ronaldo (Bồ Đào Nha) Trợ lý trọng tài: Bahattin Duran (Thổ Nhĩ Kỳ) Tarık Ongun (Thổ Nhĩ Kỳ) Trọng tài thứ tư: Sandro Schärer (Thụy Sĩ) Trợ lý trọng tài dự bị: Stéphane De Almeida (Thụy Sĩ) Trọng tài VAR: Massimiliano Irrati (Ý) Các trợ lý trọng tài VAR: Paolo Valeri (Ý) Filippo Meli (Ý) Paweł Gil (Ba Lan) |

### Pháp v Đức
| Pháp                 | 1–0      | Đức |
| -------------------- | -------- | --- |
| - Hummels 20' (l.n.) | Chi tiết |     |

| Pháp | Đức |

| GK               | 1  | Hugo Lloris (c)   |  |       |
| RB               | 2  | Benjamin Pavard   |  |       |
| CB               | 4  | Raphaël Varane    |  |       |
| CB               | 3  | Presnel Kimpembe  |  |       |
| LB               | 21 | Lucas Hernandez   |  |       |
| DM               | 13 | N'Golo Kanté      |  |       |
| CM               | 14 | Adrien Rabiot     |  | 90+4' |
| CM               | 6  | Paul Pogba        |  |       |
| AM               | 7  | Antoine Griezmann |  |       |
| CF               | 19 | Karim Benzema     |  | 89'   |
| CF               | 10 | Kylian Mbappé     |  |       |
| Cầu thủ dự bị:   |    |                   |  |       |
| MF               | 12 | Corentin Tolisso  |  | 89'   |
| FW               | 11 | Ousmane Dembélé   |  | 90+4' |
| Huấn luyện viên: |    |                   |  |       |
| Didier Deschamps |    |                   |  |       |

| GK               | 1  | Manuel Neuer (c) |    |     |
| CB               | 4  | Matthias Ginter  |    | 88' |
| CB               | 5  | Mats Hummels     |    |     |
| CB               | 2  | Antonio Rüdiger  |    |     |
| RM               | 6  | Joshua Kimmich   | 7' |     |
| CM               | 21 | İlkay Gündoğan   |    |     |
| CM               | 8  | Toni Kroos       |    |     |
| LM               | 20 | Robin Gosens     |    | 88' |
| RW               | 7  | Kai Havertz      |    | 74' |
| LW               | 25 | Thomas Müller    |    |     |
| CF               | 10 | Serge Gnabry     |    | 74' |
| Cầu thủ dự bị:   |    |                  |    |     |
| FW               | 11 | Timo Werner      |    | 74' |
| MF               | 19 | Leroy Sané       |    | 74' |
| FW               | 9  | Kevin Volland    |    | 88' |
| DF               | 23 | Emre Can         |    | 88' |
| Huấn luyện viên: |    |                  |    |     |
| Joachim Löw      |    |                  |    |     |

| Cầu thủ xuất sắc nhất trận: Paul Pogba (Pháp) Trợ lý trọng tài: Juan Carlos Yuste Jiménez (Tây Ban Nha) Roberto Alonso Fernández (Tây Ban Nha) Trọng tài thứ tư: Srđan Jovanović (Serbia) Trợ lý trọng tài dự bị: Uroš Stojković (Serbia) Trọng tài VAR: Juan Martínez Munuera (Tây Ban Nha) Các trợ lý trọng tài VAR: José María Sánchez Martínez (Tây Ban Nha) Íñigo Prieto López de Cerain (Tây Ban Nha) Alejandro Hernández Hernández (Tây Ban Nha) |

### Hungary v Pháp
| Hungary       | 1–1      | Pháp            |
| ------------- | -------- | --------------- |
| - Fiola 45+2' | Chi tiết | - Griezmann 66' |

| Hungary | Pháp |

| TM                  | 1  | Péter Gulácsi       |     |     |
| HV                  | 21 | Endre Botka         | 52' |     |
| HV                  | 6  | Willi Orbán         |     |     |
| HV                  | 4  | Attila Szalai       |     |     |
| TV                  | 8  | Ádám Nagy           |     |     |
| TV                  | 7  | Loïc Négo           |     |     |
| TV                  | 15 | László Kleinheisler |     | 84' |
| TV                  | 13 | András Schäfer      |     | 75' |
| TV                  | 5  | Attila Fiola        |     |     |
| TĐ                  | 9  | Ádám Szalai (c)     |     | 26' |
| TĐ                  | 20 | Roland Sallai       |     |     |
| Vào sân thay người: |    |                     |     |     |
| TĐ                  | 23 | Nemanja Nikolić     |     | 26' |
| TV                  | 10 | Tamás Cseri         |     | 75' |
| HV                  | 14 | Gergő Lovrencsics   |     | 84' |
| Huấn luyện viên:    |    |                     |     |     |
| Marco Rossi         |    |                     |     |     |

| TM                  | 1  | Hugo Lloris (c)   |     |     |     |
| HV                  | 2  | Benjamin Pavard   | 10' |     |     |
| HV                  | 4  | Raphaël Varane    |     |     |     |
| HV                  | 3  | Presnel Kimpembe  |     |     |     |
| HV                  | 18 | Lucas Digne       |     |     |     |
| TV                  | 13 | N'Golo Kanté      |     |     |     |
| TV                  | 6  | Paul Pogba        |     | 76' |     |
| TV                  | 14 | Adrien Rabiot     |     | 57' |     |
| TV                  | 7  | Antoine Griezmann |     |     |     |
| TĐ                  | 19 | Karim Benzema     |     | 76' |     |
| TĐ                  | 10 | Kylian Mbappé     |     |     |     |
| Vào sân thay người: |    |                   |     |     |     |
| FW                  | 11 | Ousmane Dembélé   |     | 57' | 87' |
| MF                  | 12 | Corentin Tolisso  |     | 76' |     |
| FW                  | 9  | Olivier Giroud    |     | 76' |     |
| MF                  | 8  | Thomas Lemar      |     |     | 87' |
| Huấn luyện viên:    |    |                   |     |     |     |
| Didier Deschamps    |    |                   |     |     |     |

| Cầu thủ xuất sắc nhất trận: László Kleinheisler (Hungary) Trợ lý trọng tài: Stuart Burt (Anh) Simon Bennett (Anh) Trọng tài thứ tư: Bartosz Frankowski (Ba Lan) Trợ lý trọng tài dự bị: Marcin Boniek (Ba Lan) Trọng tài VAR: Chris Kavanagh (Anh) Các trợ lý trọng tài VAR: Kevin Blom (Hà Lan) Lee Betts (Anh) Pol van Boekel (Hà Lan) |

### Bồ Đào Nha v Đức
| Bồ Đào Nha               | 2–4      | Đức                                                                       |
| ------------------------ | -------- | ------------------------------------------------------------------------- |
| - Ronaldo 15' - Jota 67' | Chi tiết | - Rúben Dias 35' (l.n.) - Guerreiro 39' (l.n.) - Havertz 51' - Gosens 60' |

| Bồ Đào Nha | Đức |

| TM                  | 1  | Rui Patrício          |  |     |
| HV                  | 2  | Nélson Semedo         |  |     |
| HV                  | 4  | Rúben Dias            |  |     |
| HV                  | 3  | Pepe                  |  |     |
| HV                  | 5  | Raphaël Guerreiro     |  |     |
| TV                  | 14 | William Carvalho      |  | 58' |
| TV                  | 13 | Danilo Pereira        |  |     |
| TV                  | 10 | Bernardo Silva        |  | 46' |
| TV                  | 11 | Bruno Fernandes       |  | 64' |
| TĐ                  | 21 | Diogo Jota            |  | 83' |
| TĐ                  | 7  | Cristiano Ronaldo (c) |  |     |
| Vào sân thay người: |    |                       |  |     |
| TV                  | 16 | Renato Sanches        |  | 46' |
| TĐ                  | 15 | Rafa Silva            |  | 58' |
| TV                  | 8  | João Moutinho         |  | 64' |
| TĐ                  | 9  | André Silva           |  | 83' |
| Huấn luyện viên:    |    |                       |  |     |
| Fernando Santos     |    |                       |  |     |

| TM                  | 1  | Manuel Neuer (c)   |     |     |
| HV                  | 4  | Matthias Ginter    | 77' |     |
| HV                  | 5  | Mats Hummels       |     | 62' |
| HV                  | 2  | Antonio Rüdiger    |     |     |
| TV                  | 6  | Joshua Kimmich     |     |     |
| TV                  | 21 | İlkay Gündoğan     |     | 73' |
| TV                  | 8  | Toni Kroos         |     |     |
| TV                  | 20 | Robin Gosens       |     | 62' |
| TĐ                  | 7  | Kai Havertz        | 66' | 73' |
| TĐ                  | 25 | Thomas Müller      |     |     |
| TĐ                  | 10 | Serge Gnabry       |     | 87' |
| Vào sân thay người: |    |                    |     |     |
| HV                  | 3  | Marcel Halstenberg |     | 62' |
| HV                  | 23 | Emre Can           |     | 62' |
| TV                  | 18 | Leon Goretzka      |     | 73' |
| HV                  | 15 | Niklas Süle        |     | 73' |
| TV                  | 19 | Leroy Sané         |     | 87' |
| Huấn luyện viên:    |    |                    |     |     |
| Joachim Löw         |    |                    |     |     |

| Cầu thủ xuất sắc nhất trận: Robin Gosens (Đức) Trợ lý trọng tài: Gary Beswick (Anh) Adam Nunn (Anh) Trọng tài thứ tư: Srđan Jovanović (Serbia) Trợ lý trọng tài dự bị: Uroš Stojković (Serbia) Trọng tài VAR: Stuart Attwell (Anh) Các trợ lý trọng tài VAR: Juan Martínez Munuera (Tây Ban Nha) Íñigo Prieto López de Cerain (Tây Ban Nha) Alejandro Hernández Hernández (Tây Ban Nha) |

### Bồ Đào Nha v Pháp
| Bồ Đào Nha                         | 2–2      | Pháp                         |
| ---------------------------------- | -------- | ---------------------------- |
| - Ronaldo 31' (ph.đ.), 60' (ph.đ.) | Chi tiết | - Benzema 45+2' (ph.đ.), 47' |

| Bồ Đào Nha | Pháp |

| TM                  | 1  | Rui Patrício          |  |     |
| HV                  | 2  | Nélson Semedo         |  | 79' |
| HV                  | 4  | Rúben Dias            |  |     |
| HV                  | 3  | Pepe                  |  |     |
| HV                  | 5  | Raphaël Guerreiro     |  |     |
| TV                  | 8  | João Moutinho         |  | 72' |
| TV                  | 13 | Danilo Pereira        |  | 46' |
| TV                  | 16 | Renato Sanches        |  | 88' |
| TĐ                  | 10 | Bernardo Silva        |  | 72' |
| TĐ                  | 7  | Cristiano Ronaldo (c) |  |     |
| TĐ                  | 21 | Diogo Jota            |  |     |
| Vào sân thay người: |    |                       |  |     |
| TV                  | 26 | João Palhinha         |  | 46' |
| TV                  | 11 | Bruno Fernandes       |  | 72' |
| TV                  | 18 | Rúben Neves           |  | 72' |
| HV                  | 20 | Diogo Dalot           |  | 79' |
| TV                  | 24 | Sérgio Oliveira       |  | 88' |
| Huấn luyện viên:    |    |                       |  |     |
| Fernando Santos     |    |                       |  |     |

| TM                  | 1  | Hugo Lloris (c)   | 27' |     |     |
| HV                  | 25 | Jules Koundé      |     |     |     |
| HV                  | 4  | Raphaël Varane    |     |     |     |
| HV                  | 3  | Presnel Kimpembe  | 83' |     |     |
| HV                  | 21 | Lucas Hernandez   | 36' | 46' |     |
| TV                  | 6  | Paul Pogba        |     |     |     |
| TV                  | 13 | N'Golo Kanté      |     |     |     |
| TĐ                  | 12 | Corentin Tolisso  |     | 66' |     |
| TĐ                  | 7  | Antoine Griezmann | 39' | 87' |     |
| TĐ                  | 10 | Kylian Mbappé     |     |     |     |
| TĐ                  | 19 | Karim Benzema     |     |     |     |
| Vào sân thay người: |    |                   |     |     |     |
| TV                  | 18 | Lucas Digne       |     | 46' | 52' |
| TV                  | 14 | Adrien Rabiot     |     |     | 52' |
| TV                  | 20 | Kingsley Coman    |     | 66' |     |
| TV                  | 17 | Moussa Sissoko    |     | 87' |     |
| Huấn luyện viên:    |    |                   |     |     |     |
| Didier Deschamps    |    |                   |     |     |     |

| Cầu thủ xuất sắc nhất trận: Karim Benzema (Pháp) Trợ lý trọng tài: Pau Cebrián Devís (Tây Ban Nha) Roberto Díaz Pérez del Palomar (Tây Ban Nha) Trọng tài thứ tư: Ovidiu Hațegan (România) Trợ lý trọng tài dự bị: Sebastian Gheorghe (România) Trọng tài VAR: Alejandro Hernández Hernández (Tây Ban Nha) Các trợ lý trọng tài VAR: José María Sánchez Martínez (Tây Ban Nha) Íñigo Prieto López de Cerain (Tây Ban Nha) Juan Martínez Munuera (Tây Ban Nha) |

### Đức v Hungary
| Đức                          | 2–2      | Hungary                        |
| ---------------------------- | -------- | ------------------------------ |
| - Havertz 66' - Goretzka 84' | Chi tiết | - Ád. Szalai 11' - Schäfer 68' |

| Đức | Hungary |

| TM                  | 1  | Manuel Neuer (c) |     |     |
| HV                  | 4  | Matthias Ginter  |     | 82' |
| HV                  | 5  | Mats Hummels     |     |     |
| HV                  | 2  | Antonio Rüdiger  |     |     |
| TV                  | 6  | Joshua Kimmich   |     |     |
| TV                  | 21 | İlkay Gündoğan   | 29' | 58' |
| TV                  | 8  | Toni Kroos       |     |     |
| TV                  | 20 | Robin Gosens     |     | 82' |
| TĐ                  | 7  | Kai Havertz      |     | 67' |
| TĐ                  | 19 | Leroy Sané       | 61' |     |
| TĐ                  | 10 | Serge Gnabry     |     | 68' |
| Vào sân thay người: |    |                  |     |     |
| TV                  | 18 | Leon Goretzka    |     | 58' |
| TĐ                  | 11 | Timo Werner      |     | 67' |
| TĐ                  | 25 | Thomas Müller    |     | 68' |
| TV                  | 14 | Jamal Musiala    |     | 82' |
| TĐ                  | 9  | Kevin Volland    |     | 82' |
| Huấn luyện viên:    |    |                  |     |     |
| Joachim Löw         |    |                  |     |     |

| TM                  | 1  | Péter Gulácsi       |     |     |
| HV                  | 21 | Endre Botka         | 28' |     |
| HV                  | 6  | Willi Orbán         |     |     |
| HV                  | 4  | Attila Szalai       |     |     |
| HV                  | 7  | Loïc Négo           |     |     |
| HV B                | 5  | Attila Fiola        | 66' | 88' |
| TV                  | 15 | László Kleinheisler |     | 88' |
| TV                  | 8  | Ádám Nagy           |     |     |
| TV                  | 13 | András Schäfer      |     |     |
| TĐ                  | 9  | Ádám Szalai (c)     | 64' | 82' |
| TĐ                  | 20 | Roland Sallai       |     | 75' |
| Vào sân thay người: |    |                     |     |     |
| TĐ                  | 24 | Szabolcs Schön      |     | 75' |
| TV                  | 19 | Kevin Varga         |     | 82' |
| TĐ                  | 23 | Nemanja Nikolić     |     | 88' |
| HV                  | 14 | Gergő Lovrencsics   |     | 88' |
| Huấn luyện viên:    |    |                     |     |     |
| Marco Rossi         |    |                     |     |     |

| Cầu thủ xuất sắc nhất trận: Joshua Kimmich (Đức) Trợ lý trọng tài: Igor Demeshko (Nga) Maksim Gavrilin (Nga) Trọng tài thứ tư: Danny Makkelie (Hà Lan) Trợ lý trọng tài dự bị: Hessel Steegstra (Hà Lan) Trọng tài VAR: Massimiliano Irrati (Ý) Các trợ lý trọng tài VAR: Marco Di Bello (Ý) Filippo Meli (Ý) Paolo Valeri (Ý) |

## Kỷ luật
Điểm đoạt giải phong cách được sử dụng như một tiêu chí nếu đối đầu và kỷ lục tổng thể của các đội tuyển được cân bằng (và nếu một loạt sút luân lưu không được áp dụng như một tiêu chí). Chúng được tính dựa trên các thẻ vàng và thẻ đỏ nhận được trong tất cả các trận đấu của bảng như sau:
- thẻ vàng = 1 điểm
- thẻ đỏ do hai thẻ vàng = 3 điểm
- thẻ đỏ trực tiếp = 3 điểm
- thẻ vàng tiếp theo là thẻ đỏ trực tiếp = 4 điểm

Chỉ có một trong các khoản khấu trừ trên được áp dụng cho một cầu thủ trong một trận đấu.
| Đội tuyển  | Trận 1   | Trận 1                                    | Trận 1 | Trận 1            | Trận 2   | Trận 2                                    | Trận 2 | Trận 2            | Trận 3   | Trận 3                                    | Trận 3 | Trận 3            | Điểm |
| Đội tuyển  | Thẻ vàng | Thẻ vàng · Thẻ vàng-đỏ (thẻ đỏ gián tiếp) | Thẻ đỏ | Thẻ vàng · Thẻ đỏ | Thẻ vàng | Thẻ vàng · Thẻ vàng-đỏ (thẻ đỏ gián tiếp) | Thẻ đỏ | Thẻ vàng · Thẻ đỏ | Thẻ vàng | Thẻ vàng · Thẻ vàng-đỏ (thẻ đỏ gián tiếp) | Thẻ đỏ | Thẻ vàng · Thẻ đỏ | Điểm |
| ---------- | -------- | ----------------------------------------- | ------ | ----------------- | -------- | ----------------------------------------- | ------ | ----------------- | -------- | ----------------------------------------- | ------ | ----------------- | ---- |
| Bồ Đào Nha | 1        |                                           |        |                   |          |                                           |        |                   |          |                                           |        |                   | −1   |
| Pháp       |          |                                           |        |                   | 1        |                                           |        |                   | 4        |                                           |        |                   | −5   |
| Đức        | 1        |                                           |        |                   | 2        |                                           |        |                   | 2        |                                           |        |                   | −5   |
| Hungary    | 2        |                                           |        |                   | 1        |                                           |        |                   | 3        |                                           |        |                   | −6   |